# Worldways Canada
Worldways Canada war eine kanadische Charterfluggesellschaft, die ihren Flugbetrieb im Jahr 1990 eingestellt hat.

## Geschichte

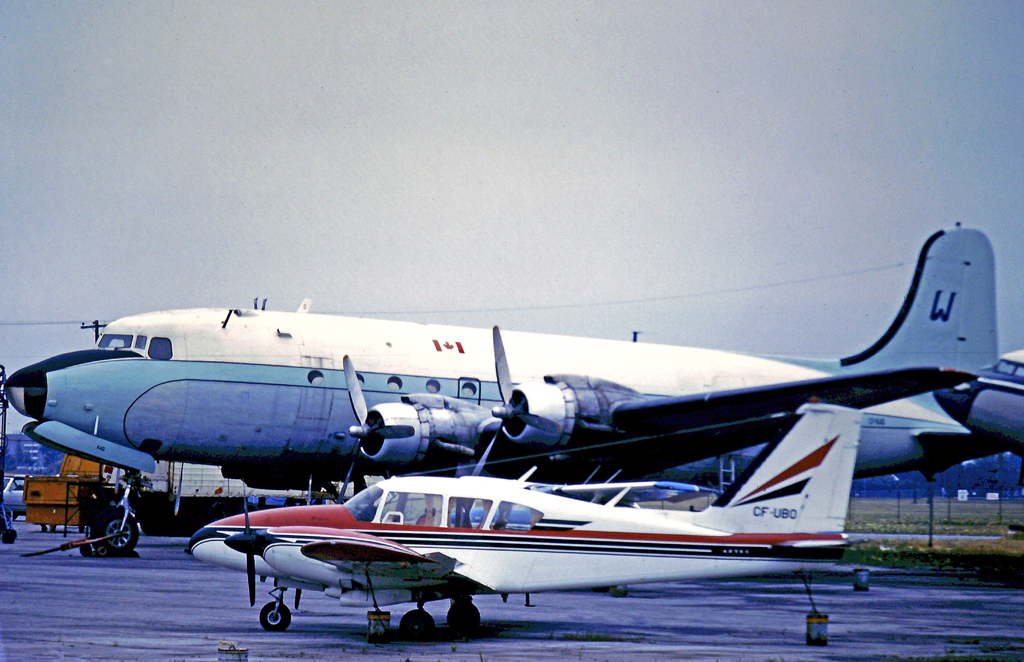
Die Douglas DC-4 mit der im Jahr 1974 der Flugbetrieb aufgenommen wurde

Worldways Canada wurde 1974 unter dem Namen Worldways Airlines von Roy T. Moore gegründet, um internationale Frachttransporte und Geschäftsreiseflüge durchzuführen. Die Aufnahme des Flugbetriebs erfolgte im selben Jahr mit einer Frachtmaschine des Typs Douglas DC-4. Geschäftsreiseflugzeuge des Typs Learjet 25 ergänzten ab Anfang 1975 die Flotte. Im Folgejahr erwarb die Gesellschaft ihre erste Convair 640, mit der Charterflüge für Sportvereine und Reisegruppen angeboten wurden.
Nach der Umbenennung in Worldways Canada nahm die Gesellschaft im Juni 1981 mit drei Maschinen des Typs Boeing 707 touristische Charterflüge nach Europa auf. Diese Flugzeuge wurden 1983 durch vier Douglas DC-8 aus den Beständen der CP Air ersetzt. Im selben Jahr erwarb die Gesellschaft ein Frachtflugzeug des Typs Lockheed L-100 Hercules, um es im Auftrag des Unternehmens Echo Bay Mines zu betreiben. Nachdem Worldways Canada weitere Reiseveranstalter als Kunden gewinnen konnte, wurden ab Juni 1985 auch Großraumflugzeuge des Typs Lockheed L-1011 TriStar auf Charterflügen in die USA, Karibik sowie nach Mittelamerika und Europa eingesetzt. Daneben führte die Gesellschaft im Jahr 1986 wöchentliche Auftragsflüge für das kanadische Verteidigungsministerium zwischen der Canadian Forces Base Trenton und dem Flughafen Lahr durch, auf dem sich das europäische Hauptquartier der kanadischen NATO-Streitkräfte befand. 
Worldways Canada war Ende der 1980er Jahre die viertgrößte Fluggesellschaft Kanadas.
Neu gegründete Charterfluggesellschaften wie Air Transat oder Canada 3000, die zum Teil über modernere Flugzeuge verfügten, setzten das Unternehmen aber zunehmend unter Konkurrenzdruck. Zudem fehlte der Gesellschaft ein geeigneter Flugzeugtyp, um auch solche Strecken wirtschaftlich bedienen können, auf denen sich die vorhandenen Douglas DC-8 und Lockheed L-1011 als zu groß erwiesen hatten. Um diese Lücke zu füllen, erwarb das Unternehmen im Jahr 1989 drei Boeing 727-100 von TAP Air Portugal.
Im Verlauf des Jahres 1990 stiegen die Preise für Kerosin stark an und machten die Flüge der Gesellschaft zunehmend unrentabel. Aufgrund der hohen Betriebskosten und Gläubigerforderungen in Höhe von 57 Millionen Kanadischen Dollar, stellte Worldways Canada am 11. Oktober 1990 den Flugbetrieb ein. Das Unternehmen meldete Anfang 1991 Insolvenz an.

## Flotte

### Flotte bei Betriebseinstellung
Zum Zeitpunkt der Betriebseinstellung bestand die Flotte der Worldways Canada aus zwei Lockheed L-1011 TriStar und drei Boeing 727-100.

### Zuvor eingesetzte Flugzeuge
- Boeing 707-300C
- Convair 640
- Douglas DC-3
- Douglas DC-4
- Douglas DC-8-63
- Learjet 25B
- Lockheed L-100-20
- Lockheed L-1011-1, Lockheed L-1011-50 und Lockheed L-1011-100

zudem wurden firmenintern genutzt:
- BAe 125-1A und BAe 125-3A
- Piper PA-23 Aztec
- Piper PA-31